# Copa Colombia 2012
De Copa Colombia 2012 was de tiende editie van de voetbalcompetitie Copa Colombia en werd gespeeld tussen de clubs uit de Copa Mustang en de Second Division. De competitie startte op 14 februari 2012. Het toernooi werd gesponsord door Postobón. De winnaar plaatste zich voor de Copa Sudamericana.

## Regionale fases
|  | Teams gekwalificeerd voor de tweede fase |

### Groep A
| Team            | AW | G | G | V | DV | DT | DS  | pnt |
| --------------- | -- | - | - | - | -- | -- | --- | --- |
| Uniautónoma     | 10 | 5 | 4 | 1 | 18 | 12 | +6  | 19  |
| Valledupar      | 10 | 5 | 3 | 2 | 16 | 8  | +8  | 18  |
| Junior          | 10 | 5 | 2 | 3 | 20 | 11 | +9  | 17  |
| Real Cartagena  | 10 | 3 | 4 | 3 | 12 | 16 | −4  | 13  |
| Barranquilla    | 10 | 3 | 3 | 4 | 14 | 17 | −3  | 12  |
| Unión Magdalena | 10 | 0 | 2 | 8 | 7  | 23 | −16 | 2   |

|                 | BAR | JUN | RCA | UAU | UMA | VAL |
| --------------- | --- | --- | --- | --- | --- | --- |
| Barranquilla    | –   | 0–2 | 3–3 | 1–2 | 3–1 | 1–1 |
| Junior          | 4–1 | –   | 0–1 | 4–1 | 4–2 | 0–3 |
| Real Cartagena  | 1–2 | 0–5 | –   | 0–2 | 2–0 | 0–0 |
| Uniautónoma     | 1–1 | 0–0 | 3–3 | –   | 2–0 | 1–1 |
| Unión Magdalena | 0–1 | 1–1 | 0–0 | 2–4 | –   | 1–4 |
| Valledupar      | 2–1 | 2–0 | 1–2 | 0–2 | 2–0 | –   |

### Groep B
| Team                   | AW | G | G | V | DV | DT | DS | pnt |
| ---------------------- | -- | - | - | - | -- | -- | -- | --- |
| Atlético Nacional      | 10 | 5 | 4 | 1 | 17 | 11 | +6 | 19  |
| Itagüí Ditaires        | 10 | 4 | 4 | 2 | 15 | 13 | +2 | 16  |
| Independiente Medellín | 10 | 4 | 2 | 4 | 18 | 14 | +4 | 14  |
| Sucre                  | 10 | 3 | 4 | 3 | 8  | 10 | −2 | 13  |
| Deportivo Rionegro     | 10 | 2 | 3 | 5 | 7  | 10 | −3 | 9   |
| Envigado               | 10 | 1 | 5 | 4 | 11 | 18 | −7 | 8   |

|                   | NAC | RIO | ENV | MED | ITA | SUC |
| ----------------- | --- | --- | --- | --- | --- | --- |
| Atlético Nacional | –   | 2–0 | 2–1 | 2–1 | 4–1 | 1–1 |
| D. Rionegro       | 2–0 | –   | 0–0 | 2–0 | 1–2 | 0–0 |
| Envigado          | 1–1 | 2–2 | –   | 2–5 | 1–1 | 1–0 |
| Indepen. Medellín | 1–2 | 1–0 | 2–2 | –   | 1–1 | 3–0 |
| Itagüí Ditaires   | 1–1 | 2–0 | 3–1 | 3–2 | –   | 1–1 |
| Sucre             | 2–2 | 1–0 | 2–0 | 0–2 | 1–0 | –   |

### Groep C
| Team                 | AW | G | G | V | DV | DT | DS  | pnt |
| -------------------- | -- | - | - | - | -- | -- | --- | --- |
| Boyacá Chicó         | 10 | 6 | 1 | 3 | 19 | 14 | +5  | 19  |
| Cúcuta Deportivo     | 10 | 4 | 4 | 2 | 14 | 11 | +3  | 16  |
| Atlético Bucaramanga | 10 | 4 | 3 | 3 | 10 | 11 | −1  | 15  |
| Patriotas            | 10 | 4 | 2 | 4 | 17 | 12 | +5  | 14  |
| Alianza Petrolera    | 10 | 3 | 4 | 3 | 13 | 13 | 0   | 13  |
| Real Santander       | 10 | 1 | 2 | 7 | 7  | 19 | −12 | 5   |

|                   | ALP | BUC | BOY | CUC | PAT | RSA |
| ----------------- | --- | --- | --- | --- | --- | --- |
| Alianza Petrolera | –   | 1–1 | 3–3 | 1–0 | 3–2 | 2–0 |
| Atl. Bucaramanga  | 2–1 | –   | 0–1 | 1–1 | 2–1 | 1–0 |
| Boyacá Chicó      | 2–1 | 2–0 | –   | 3–1 | 0–2 | 3–0 |
| Cúcuta Deportivo  | 0–0 | 2–0 | 4–2 | –   | 1–0 | 2–1 |
| Patriotas         | 2–0 | 1–1 | 3–2 | 1–1 | –   | 5–0 |
| Real Santander    | 1–1 | 1–2 | 0–1 | 2–2 | 2–0 | –   |

### Groep D
| Team         | AW | G | G | V | DV | DT | DS  | pnt |
| ------------ | -- | - | - | - | -- | -- | --- | --- |
| La Equidad   | 10 | 5 | 4 | 1 | 14 | 9  | +5  | 19  |
| Bogotá       | 10 | 4 | 4 | 2 | 19 | 12 | +7  | 16  |
| Santa Fe     | 10 | 5 | 1 | 4 | 17 | 12 | +5  | 16  |
| Academia     | 10 | 3 | 4 | 3 | 14 | 15 | −1  | 13  |
| Millonarios  | 10 | 2 | 5 | 3 | 11 | 15 | −4  | 11  |
| Expreso Rojo | 10 | 1 | 2 | 7 | 6  | 18 | −12 | 5   |

|              | ACA | BOG | EXR | EQU | MIL | SAF |
| ------------ | --- | --- | --- | --- | --- | --- |
| Academia     | –   | 2–2 | 3–1 | 0–0 | 5–2 | 0–3 |
| Bogotá       | 1–1 | –   | 3–0 | 2–2 | 2–0 | 2–3 |
| Expreso Rojo | 1–2 | 0–2 | –   | 0–2 | 0–0 | 0–2 |
| La Equidad   | 2–0 | 2–2 | 2–1 | –   | 2–1 | 2–1 |
| Millonarios  | 1–1 | 2–1 | 1–1 | 0–0 | –   | 1–1 |
| Santa Fe     | 2–0 | 0–2 | 1–2 | 2–0 | 2–3 | –   |

### Groep E
| Team                     | AW | G | G | V | DV | DT | DS  | pnt |
| ------------------------ | -- | - | - | - | -- | -- | --- | --- |
| América                  | 10 | 6 | 4 | 0 | 16 | 7  | +9  | 22  |
| Deportivo Pasto          | 10 | 5 | 4 | 1 | 19 | 9  | +10 | 19  |
| Deportivo Cali           | 10 | 4 | 3 | 3 | 9  | 8  | +1  | 15  |
| Cortuluá                 | 10 | 2 | 4 | 4 | 11 | 16 | −5  | 10  |
| Depor                    | 10 | 2 | 3 | 5 | 11 | 19 | −8  | 9   |
| Universitario de Popayán | 10 | 1 | 2 | 7 | 9  | 16 | −7  | 5   |

|                 | AME | COR | DEP | CAL | PAS | UPO |
| --------------- | --- | --- | --- | --- | --- | --- |
| América         | –   | 1–0 | 3–3 | 1–0 | 3–0 | 2–0 |
| Cortuluá        | 0–0 | –   | 2–1 | 0–1 | 1–1 | 3–2 |
| Depor           | 0–1 | 2–2 | –   | 1–1 | 0–4 | 1–0 |
| Deportivo Cali  | 0–0 | 2–1 | 1–2 | –   | 1–1 | 2–1 |
| Deportivo Pasto | 2–2 | 5–1 | 3–0 | 1–0 | –   | 0–0 |
| U. Popayán      | 2–3 | 1–1 | 2–1 | 0–1 | 1–2 | –   |

### Groep F
| Team              | AW | G | G | V | DV | DT | DS  | pnt |
| ----------------- | -- | - | - | - | -- | -- | --- | --- |
| Deportes Tolima   | 10 | 5 | 3 | 2 | 19 | 9  | +10 | 18  |
| Once Caldas       | 10 | 4 | 2 | 4 | 14 | 14 | 0   | 14  |
| Deportes Quindío  | 10 | 4 | 2 | 4 | 14 | 16 | −2  | 14  |
| Fortaleza         | 10 | 4 | 1 | 5 | 19 | 19 | 0   | 13  |
| Atlético Huila    | 10 | 3 | 4 | 3 | 14 | 15 | −1  | 13  |
| Deportivo Pereira | 10 | 3 | 2 | 5 | 11 | 18 | −7  | 11  |

|                   | HUI | QUI | TOL | PER | FOR | OCA |
| ----------------- | --- | --- | --- | --- | --- | --- |
| Atlético Huila    | –   | 2–1 | 2–2 | 3–0 | 3–1 | 0–0 |
| Deportes Quindío  | 1–1 | –   | 1–0 | 0–0 | 1–4 | 1–0 |
| Deportes Tolima   | 1–1 | 3–4 | –   | 2–0 | 2–0 | 3–0 |
| Deportivo Pereira | 3–1 | 2–1 | 0–3 | –   | 2–2 | 2–1 |
| Fortaleza         | 2–0 | 2–3 | 1–3 | 2–1 | –   | 3–1 |
| Once Caldas       | 4–1 | 2–1 | 0–0 | 3–1 | 3–2 | –   |

### Plaatsing van derde geplaatsten
| Groep | Team                   | AW | G | G | V | DV | DT | DS | pnt |
| ----- | ---------------------- | -- | - | - | - | -- | -- | -- | --- |
| A     | Junior                 | 10 | 5 | 2 | 3 | 20 | 11 | +9 | 17  |
| D     | Santa Fe               | 10 | 5 | 1 | 4 | 17 | 12 | +5 | 16  |
| E     | Deportivo Cali         | 10 | 4 | 3 | 3 | 9  | 8  | +1 | 15  |
| C     | Atlético Bucaramanga   | 10 | 4 | 3 | 3 | 10 | 11 | −1 | 15  |
| B     | Independiente Medellín | 10 | 4 | 2 | 4 | 18 | 14 | +4 | 14  |
| F     | Deportes Quindío       | 10 | 4 | 2 | 4 | 14 | 16 | −2 | 14  |

## Laatste 16
- heenduels: 8 , 9 en 15 augustus 2012
- Returns:22 en 23 augustus 2012

| Teams | Teams             | Teams | Teams | Teams                | Scores       | Scores       | Tie-breakers    | Tie-breakers  |
| #     | 1e team           | Pnt   | Pnt   | 2e team              | 1e wedstrijd | 2e wedstrijd | Doelpunten voor | Strafschoppen |
| ----- | ----------------- | ----- | ----- | -------------------- | ------------ | ------------ | --------------- | ------------- |
| 1     | Uniautónoma       | 2     | 2     | Atlético Bucaramanga | 2–2          | 1–1          | 3–3             | 2–4           |
| 2     | Atlético Nacional | 4     | 1     | Santa Fe             | 2–2          | 3–0          | —               | —             |
| 3     | Boyacá Chicó      | 4     | 1     | Deportivo Cali       | 1–1          | 2–0          | —               | —             |
| 4     | La Equidad        | 1     | 4     | Junior               | 0–0          | 1–2          | —               | —             |
| 5     | América           | 6     | 0     | Valledupar           | 3–2          | 2–0          | —               | —             |
| 6     | Deportes Tolima   | 3     | 3     | Itagüí Ditaires      | 1–4          | 4–1          | 5–5             | 4–3           |
| 7     | Bogotá            | 3     | 3     | Cúcuta Deportivo     | 1–2          | 1–0          | 2–2             | 3–4           |
| 8     | Deportivo Pasto   | 6     | 0     | Once Caldas          | 1–0          | 4–0          | —               | —             |

## Kwartfinale
- heenduels: 5 , 6 en 12 september 2012
- Returns:12 en 19 september 2012

| Teams | Teams             | Teams | Teams | Teams                | Scores       | Scores       | Tie-breakers    | Tie-breakers  |
| #     | 1e team           | Pnt   | Pnt   | 2e team              | 1e wedstrijd | 2e wedstrijd | Doelpunten voor | Strafschoppen |
| ----- | ----------------- | ----- | ----- | -------------------- | ------------ | ------------ | --------------- | ------------- |
| S1    | Atlético Nacional | 6     | 0     | Deportes Tolima      | 2–1          | 2–1          | —               | —             |
| S2    | América           | 1     | 4     | Atlético Bucaramanga | 0–1          | 1–1          | —               | —             |
| S3    | Boyacá Chicó      | 3     | 3     | Cúcuta Deportivo     | 1–3          | 3–1          | 4–4             | 5–3           |
| S4    | Deportivo Pasto   | 6     | 0     | Junior               | 3–2          | 3–0          | —               | —             |

## Halve finale
- heenduel: 17 oktober 2012
- Return: 24 oktober 2012

| Teams | Teams             | Teams | Teams | Teams                | Scores       | Scores       | Tie-breakers    | Tie-breakers  |
| #     | 1e team           | Pnt   | Pnt   | 2e team              | 1e wedstrijd | 2e wedstrijd | Doelpunten voor | Strafschoppen |
| ----- | ----------------- | ----- | ----- | -------------------- | ------------ | ------------ | --------------- | ------------- |
| F1    | Deportivo Pasto   | 3     | 3     | Atlético Bucaramanga | 0–1          | 3–0          | 3–1             | —             |
| F2    | Atlético Nacional | 6     | 0     | Boyacá Chicó         | 1–0          | 1–0          | —               | —             |

### Finale
- heenduel: 31 oktober 2012
- Return: 7 november 2012

| Teams             | Teams  | Teams  | Teams           | Scores       | Scores       | Tie-breakers    | Tie-breakers  |
| 1e team           | Punten | Punten | 2e team         | 1e wedstrijd | 2e wedstrijd | Doelpunten voor | Strafschoppen |
| ----------------- | ------ | ------ | --------------- | ------------ | ------------ | --------------- | ------------- |
| Atlético Nacional | 4      | 1      | Deportivo Pasto | 0–0          | 2–0          | —               | —             |

| Winnaar Copa Colombia 2012 |
| -------------------------- |
| Atlético Nacional 1e titel |